# 아치볼드 싱클레어
아치볼드 헨리 맥도널드 싱클레어, 제1대 서소 자작(영어: Archibald Henry Macdonald Sinclair, 1st Viscount Thurso, 1890년 10월 22일~1970년 6월 15일)은 영국의 정치인이다. 허버트 새뮤얼의 뒤를 이어 자유당 대표에 올랐으며 제2차 세계 대전 중에는 거국 내각에 참여해 공군부 장관을 지냈다. 1945년 총선에서 자유당의 참패를 막지 못했으며 자신도 지역구에서 낙선하였다.

## 생애
아치볼드 싱클레어는 1890년 10월 22일 런던 첼시에서 태어났다. 18~19세기에 활동하던 스코틀랜드 정치인인 존 싱클레어의 현손이다. 이튼 칼리지와 샌드허스트 육군사관학교를 졸업하였으며 이후 제1차 세계 대전에 참전해 소령으로 제대하였다. 군 복무 시절 윈스턴 처칠 아래에서 부사령관으로 지내면서 인연을 맺게 되었으며, 전쟁이 끝난 후 전쟁부 장관이 된 처칠의 개인 비서로 활동하였다. 그러나 처칠이 자유당을 탈당해 보수당으로 갔을 때는 따라가지 않았다.
1922년 총선에서 '케이스네스 앤 서덜랜드' 지역구에 출마해 당선되면서 의원 생활을 시작하였다. 자유당내 계파 갈등에서 데이비드 로이드 조지를 지지해 그가 허버트 헨리 애스퀴스를 꺾고 자유당 대표로 재등극하는데 영향을 끼쳤다. 자유당이 극심한 의석수 감소에 시달리는 동안 원내 총무에 올랐으며 1931년부터 당 부대표에 올랐다. 같은 해 램지 맥도널드가 대공황을 극복하기 위해 거국 내각을 차리자 스코틀랜드 장관으로 취임하였다. 그러나 1932년 오타와 회의에서 영국 정부가 영연방 내에 특혜 관세 제도를 도입하기로 결정하자 이에 반발하며 당 대표였던 허버트 새뮤얼과 함께 장관직에서 물러났다.
1935년 총선에서 자유당이 20석밖에 얻어 대참패하면서 당 대표였던 새뮤얼도 낙선하게 되자 후임으로 올랐다. 그러나 자유당 내 탈당파였던 자유국민당 세력과의 주도권 싸움으로 정계 내 영향력이 점차 축소되었다. 이러는 사이 제2차 세계 대전이 발발하자 전시 총리로 처칠을 추천하면서 네빌 체임벌린의 사퇴를 요구하였다. 처칠이 거국 내각을 꾸리자 공군부 장관으로 임명되었다. 이후 영국 왕립공군의 전략폭격을 지휘하는 역할을 하였다.
전후 치러진 1945년 총선에서 자유당이 12석밖에 얻는 대참패를 겪으면서 자신도 지역구에서 3등으로 낙선하였다. 3등이었지만 1위와는 불과 61표차에 불과했으며, 1위와 2위 간은 불과 6표차였다. 이 지역구 선거는 영국 총선 역사상 표차가 가장 적었던 선거들 중 하나이다. 이후 1950년 총선에서도 같은 지역구에 다시 출마했지만 269표차로 낙선하였다. 1952년에 자작으로 추대되어 상원의원이 되었지만 1959년 심장 마비로 대내외 활동을 전면적으로 멈추었다. 1970년 6월 15일에 트위크넘에 있는 자택에서 사망하였다.